# Deathgrind
Deathgrind (uneori scris death-grind sau death/grind) este un gen muzical care îmbină death metal și grindcore. Genul, alături de pornogrind, este legat de subgenul goregrind. Revista Zero Tolerance a descris deathgrind-ul ca "grindcore și death metal brutal ciocnite cap în cap." Danny Lilker a descris deathgrind-ul ca "combinație a tehnicității de death metal cu intensitatea grindcore-ului." Paul Schwarz, scriind pentru Terrorizer, afirma că, 
„"Ca și death/thrash și death/black, numele death/grind fără îndoială, provine de la importanța de cataloage de specialitate comandă prin poștă și scene aferente acestora în proliferarea muzicii metal extrem pentru un public a cărui gusturi, așa cum anii '90 a progresat, din ce în ce a trecut peste linia tradițională între death metal si grindcore - asta despre conținutul liric al versurilor. Death/grind accentuează în general brutalitatea muzicală cu un accent special pe furie îmbibată de viteză și menținerea fermă a discontinuității tradiționale a grindcore-lui."”

## Listă de formații deathgrind notabile
| Formația                                     | Țara           | Înființare | Note          |
| -------------------------------------------- | -------------- | ---------- | ------------- |
| Aborted                                      | Belgia         | 1995       | [ 4 ]         |
| Anal Cunt                                    | Statele Unite  | 1988       | [ 3 ]         |
| Asesino                                      | Statele Unite  | 2002       | [ 5 ]         |
| Assück                                       | Statele Unite  | 1987       | [ 6 ]         |
| Autopsy                                      | Statele Unite  | 1987       | [ 3 ]         |
| Benighted                                    | Franța         | 1998       | [ 7 ]         |
| The Berzerker                                | Australia      | 1995       | [ 8 ]         |
| Blood Duster                                 | Australia      | 1991       | [ 9 ] [ 10 ]  |
| Bolt Thrower                                 | Marea Britanie | 1986       | [ 11 ]        |
| Brodequin                                    | Statele Unite  | 1998       | [ 1 ]         |
| Brutal Truth                                 | Statele Unite  | 1990       | [ 3 ]         |
| Caninus                                      | Statele Unite  | 1992       | [ 3 ]         |
| Carcass                                      | Marea Britanie | 1985       | [ 2 ]         |
| Cattle Decapitation                          | Statele Unite  | 1996       | [ 2 ] [ 12 ]  |
| Cephalic Carnage                             | Statele Unite  | 1992       | [ 13 ] [ 14 ] |
| Circle of Dead Children                      | Statele Unite  | 1998       | [ 15 ]        |
| Condemned                                    | Marea Britanie | 1993       | [ 16 ]        |
| The County Medical Examiners                 | Statele Unite  | 2001       | [ 17 ]        |
| Dead Infection                               | Polonia        | 1990       | [ 1 ]         |
| Defecation                                   | Marea Britanie | 1987       | [ 18 ]        |
| Devourment                                   | Statele Unite  | 1995       | [ 19 ]        |
| Dying Fetus                                  | Statele Unite  | 1991       | [ 20 ]        |
| Exhumed                                      | Statele Unite  | 1990       | [ 3 ]         |
| General Surgery                              | Suedia         | 1989       | [ 3 ]         |
| Gore Beyond Necropsy                         | Japonia        | 1992       | [ 3 ]         |
| Haemorrhage                                  | Spania         | 1990       | [ 3 ]         |
| Hatebeak                                     | Statele Unite  | 2003       | [ 3 ]         |
| Hate Eternal                                 | Statele Unite  | 1997       | [ 21 ]        |
| Impaled                                      | Statele Unite  | 1997       | [ 3 ]         |
| Lock Up                                      | Marea Britanie | 1998       | [ 3 ] [ 22 ]  |
| Macabre                                      | Statele Unite  | 1984       | [ 23 ]        |
| Misery Index                                 | Statele Unite  | 2001       | [ 24 ]        |
| Mortician                                    | Statele Unite  | 1989       | [ 3 ]         |
| Napalm Death                                 | Marea Britanie | 1981       | [ 2 ]         |
| Origin                                       | Statele Unite  | 1997       | [ 25 ]        |
| Pig Destroyer                                | Statele Unite  | 1997       | [ 26 ]        |
| Prostitute Disfigurement                     | Olanda         | 2001       | [ 27 ]        |
| The Red Chord                                | Statele Unite  | 1999       | [ 28 ]        |
| Repulsion                                    | Statele Unite  | 1985       | [ 3 ]         |
| Rotten Sound                                 | Finlanda       | 1993       | [ 29 ]        |
| Success Will Write Apocalypse Across the Sky | Statele Unite  | 2006       | [ 30 ]        |
| Terrorizer                                   | Statele Unite  | 1987       | [ 3 ]         |
| Trigger the Bloodshed                        | Marea Britanie | 2006       | [ 31 ]        |